# Marina Ovsjannikova
Marina Vladimirovna Ovsjannikova, nata Tkachuk (in russo Мари́на Влади́мировна Овся́нникова?; Odessa, 19 giugno 1978), è una giornalista e attivista russa, ex dipendente del canale governativo Pervyj kanal  che nel marzo 2022 ha interrotto con un cartello una trasmissione televisiva del canale statale per protestare contro l'invasione russa dell'Ucraina del 2022, suscitando un enorme scalpore internazionale; è stata arrestata, multata e quindi rilasciata. Nell'ottobre del 2022 è fuggita dalla Russia per rifugiarsi in Francia. È stata in seguito condannata in contumacia a 8 anni e mezzo per "diffusione di false informazioni" sull'esercito russo, secondo la legge di censura del 2022.

## Biografia
Nata il 19 giugno 1978 a Odessa, ora in Ucraina, sua madre è russa e suo padre è ucraino. Da bambina praticava nuoto e ginnastica artistica. Insieme alla sua squadra di nuoto, ha vinto il campionato di Krasnodar nelle competizioni a livello universitario.
Ovsjannikova si è laureata presso l'Università Statale di Kuban' e successivamente presso l'Accademia Presidenziale Russa di Economia Nazionale e Pubblica Amministrazione (RANEPA). Ha lavorato per la All-Russia State Television and Radio Broadcasting Company (VGTRK). Dal 1997, è stata giornalista per il canale televisivo "Kuban'" (la ГТРК Кубань è una filiale regionale di VGTRK) e una delle preferite del suo capo Vladimir Runov, che si dice l'abbia aiutata a entrare in RANEPA. All'inizio degli anni 2000, dopo essersi trasferita a Mosca, è stata assunta per il principale telegiornale serale di Pervyj kanal, Vremja, grazie all'aiuto dell'allora marito Igor' Ovsjannikov, in seguito direttore di Russia Today.  Nel 2002, ha rilasciato un'intervista al sito di notizie Juga.ru.

### Proteste contro la guerra
Ovsjannikova inizialmente ha sostenuto Putin, ma le immagini della guerra in Ucraina hanno riportato alla memoria la prima e la seconda guerra che ha vissuto da adolescente in Cecenia. Aveva programmato di protestare vicino al Cremlino, ma in seguito ha deciso che non era molto utile.
Il 14 marzo 2022, durante una trasmissione in diretta relativa all'invasione russa dell'Ucraina del 2022 nel programma di notizie serali Vremja, che ha avuto milioni di spettatori, è apparsa dietro la conduttrice di notizie, Ekaterina Andreeva, portando un poster che afferma in un mix di russo e inglese:
in russo Остановите войну, не верьте пропаганде, здесь вам врут.?

Fermate la guerra, non credete alla propaganda, qui vi viene mentito.

Russians against war

Russi contro la guerra»
In televisione Ovsjannikova gridò:

Fermate la guerra! No alla guerra!»
In breve, la trasmissione è stata interrotta.  La registrazione del programma di notizie non era disponibile per il download, il che è raro per questo canale televisivo. La protesta è stata insolita in quanto il programma gestito dallo stato non devia dalla linea del Cremlino di un'"operazione militare speciale", e agli spettatori non era stato precedentemente detto che l'invasione russa dell'Ucraina era una guerra.

### Messaggio preregistrato
Dopo la protesta in onda di Ovsjannikova, il gruppo russo per i diritti umani OVD-Info ha pubblicato un video che aveva preregistrato su Telegram. Nel video, ha affermato di "vergognarsi di lavorare per la propaganda del Cremlino":

### Reazioni e fuga dalla Russia

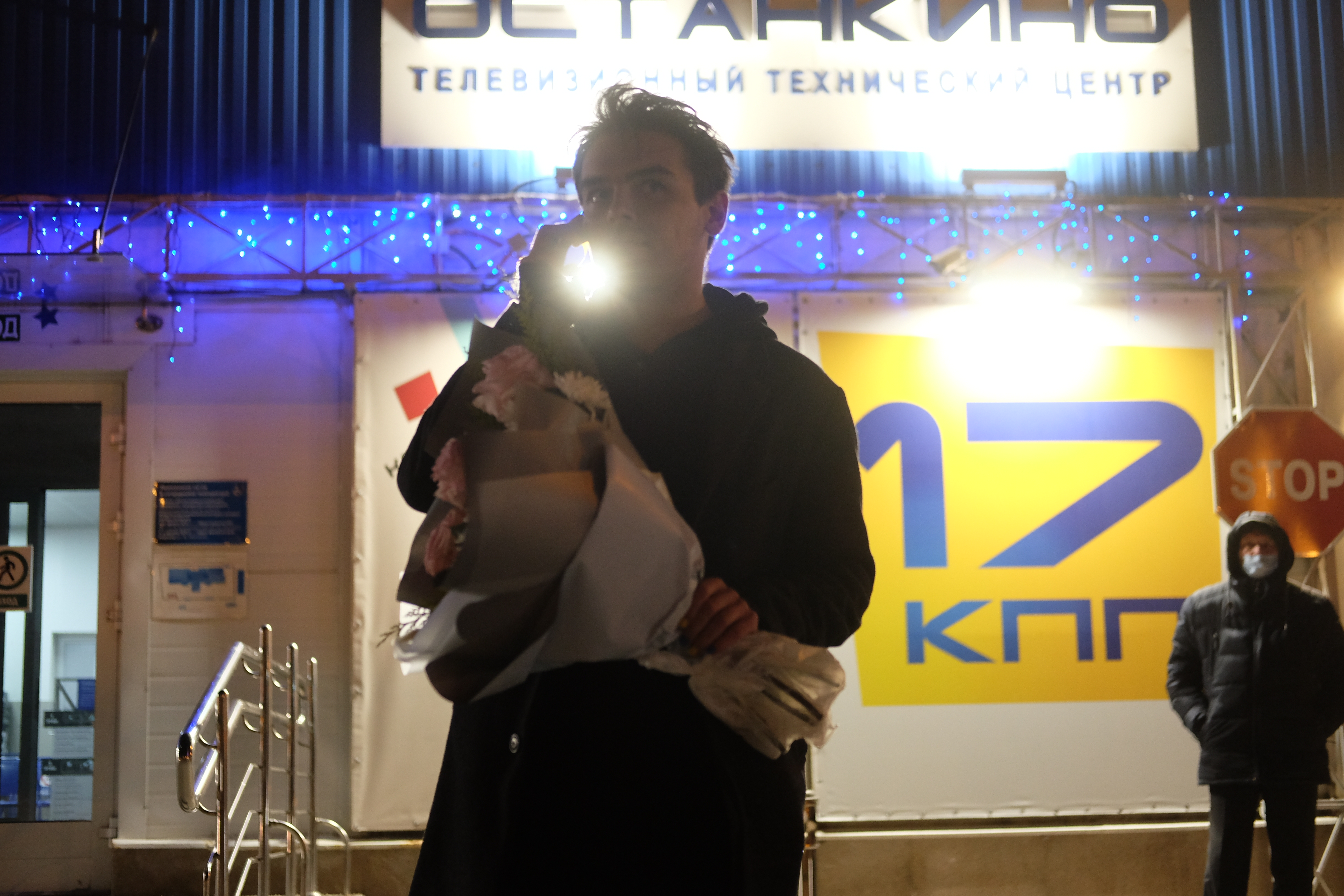
Denis Zacharov, un attivista contro la guerra, nella notte del 15 marzo 2022 di fronte al centro televisivo Ostankino. Attende l'uscita di Marina Ovsjannikova per esprimerle parole di supporto e darle un mazzo di fiori

La giornalista è stata arrestata, poi rilasciata, multata e licenziata. In seguito ha cominciato a collaborare con il quotidiano tedesco Die Welt. Al ritorno in Russia, venne messa agli arresti domiciliari dopo aver nuovamente protestato, in piazza, con alcuni cartelli.
I clip della protesta di Ovsjannikova sono stati ampiamente condivisi in tutto il mondo e hanno attirato una notevole copertura mediatica globale.
Il presidente ucraino Volodymyr Zelens'kyj ha ringraziato Ovsjannikova durante una delle sue trasmissioni. Il portavoce del governo russo Dmitrij Peskov ha definito la sua protesta "teppismo".
Il politico dell'opposizione russo Lev Šlosberg (Jabloko) ha affermato: "Cinque secondi di verità possono lavare via lo sporco di settimane di propaganda". Il politico russo dell'opposizione Il'ja Jašin ha descritto la Ovsjannikova come un "eroe della Russia".  Il critico del Cremlino, detenuto, Aleksej Naval'nyj, ha elogiato Ovsjannikova per la sua sfida durante la sua dichiarazione finale in tribunale.
La BBC ha riferito che la protesta di Ovsjannikova aveva attirato l'attenzione su un flusso graduale di dimissioni dalla TV statale russa, con altre tre che sono emerse nel giro di poche ore. Kirill Klejmënov, capo della divisione stampa di Pervyj kanal, l'ha accusata di essere una "spia britannica" e ha detto che ha chiamato l'ambasciata britannica prima della protesta sul palco. Il ministero degli esteri del Regno Unito ha affermato che non ci sono stati contatti prima della protesta sullo schermo.
Nel 2023 la trasmissione italiana In mezz'ora della Rai, condotta da Monica Maggioni, presente pure Philip Short, ha ospitato la giornalista rifugiata che ha ribadito le scelte fatte, dopo l'intervista del 27 marzo 2022 a Che tempo che fa mentre era in Russia, poco prima della minaccia di negazione della cittadinanza russa, e della contestazione subìta in Ucraina in quanto ex dipendente di un canale di propaganda; l'Ucraina le ha infatti negato il visto d'ingresso e il presidente della Duma di Stato russa Vjačeslav Volodin ha difatti dichiarato poco dopo il messaggio che Ovsjannikova e chi si oppone apertamente alla guerra dovrebbe essere accusato di tradimento e subìre la revoca della cittadinanza, provvedimento illecito ai sensi della legge.
Il 10 febbraio 2023, Ovsjannikova ha tenuto una conferenza stampa a Parigi, in Francia, dove ora risiede, e ha descritto come è stata assistita da Reporter Senza Frontiere nella fuga dal paese. Le è stato offerto asilo politico direttamente dal presidente francese Emmanuel Macron poco dopo la sua protesta in onda, nell'ambasciata francese o sul suolo francese, e al momento della sua fuga ha vissuto in vari rifugi in Francia. Ha descritto dettagliatamente il suo viaggio fuori dalla Russia ad ottobre 2022, che ha comportato il cambio di veicolo sette volte, la rimozione del braccialetto di sorveglianza elettronica dalla caviglia e l'attraversamento del confine a piedi. Secondo il Wall Street Journal, Ovsjannikova ha detto che teme ancora per la sua vita: "Ogni volta che parlo con i miei amici in Russia mi chiedono: 'Cosa preferiresti, il Novičok, il polonio o un incidente d'auto?'", riferendosi ai metodi presumibilmente utilizzati dall'FSB per assassinare i critici residenti all'estero.
Ovsjannikova è stata processata in contumacia in Russia e il 4 ottobre 2023 è stata condannata a 8,5 anni di reclusione per "diffusione di false informazioni" sull'esercito russo, ai sensi della legge di censura del 2022, per aver riportato il numero di bambini ucraini uccisi e aver definito "guerra" la cosiddetta operazione militare speciale, nome dato dal governo all'invasione del 2022. In una dichiarazione, Ovsjannikova ha definito la sentenza "politicamente motivata".
Nel marzo 2024, intervistata da Rosalba Castelletti, è apparsa sul "Venerdì" di "Repubblica", con un cartello in mano in cui c'era scritto: "No negotiations with a killer". Ha raccontato: "A Mosca avevo una casa grande, una macchina, un lavoro ben pagato, una routine consolidata. A Parigi non ho un appartamento, non ho un lavoro fisso, non ho entrate regolari, non conosco il mio futuro. Due anni fa ho salvato la mia anima, sì, ma in cambio ho perso tutto". E ancora: "Non mi sono pentita ma da quella sera la mia vita è diventata un film horror".

## Vita privata
Fino al 2018 è stata sposata con Igor' V. Ovsjannikov, che ha lavorato con lei su Pervyj kanal, nella squadra di Žanna Agalakova, come assistente alla regia, per poi lavorare come regista nell'edizione spagnola del canale televisivo Russia Today. Due i figli: uno di 17 anni e una di 11, con i quali viveva nella Nuova Mosca (in precedenza il settore sudovest dell'Oblast' di Mosca riunita a Mosca nel 2012). Il 17 aprile 2022, Ovsjannikov ha intentato una causa civile contro la sua ex moglie presso il tribunale distrettuale di Čerëmuški di Mosca per controversie relative all'educazione dei figli. La figlia è fuggita con la madre e vive con lei a Parigi.